# Список птахів Мозамбіку
Це перелік видів птахів, зафіксованих на території Мозамбіку. Авіфауна Мозамбіку налічує загалом 740 видів, з яких 2 були інтродуковані людьми. 13 видів є рідкісними або випадковими. 20 видів перебувають на межі глобального зникнення.

## Позначки
Наступні теги використані для виділення деяких категорій птахів.
- (А) Випадковий — вид, який рідко або випадково трапляється в Мозамбіку
- (I) Інтродукований — вид, завезений до Мозамбіку як наслідок, прямих чи непрямих дій людських дій

## Страусоподібні(Struthioniformes)
Родина: Страусові (Struthionidae)
- Страус африканський, Struthio camelus

## Пінгвіноподібні(Sphenisciformes)
Родина: Пінгвінові (Spheniscidae)
- Пінгвін африканський, Spheniscus demersus

## Пірникозоподібні(Podicipediformes)
Родина: Пірникозові (Podicipedidae)
- Пірникоза мала, Tachybaptus ruficollis
- Пірникоза велика, Podiceps cristatus
- Пірникоза чорношия, Podiceps nigricollis

## Буревісникоподібні(Procellariiformes)
Родина: Альбатросові (Diomedeidae)
- Альбатрос мандрівний, Diomedea exulans
- Альбатрос тристанський, Diomedea dabbenena
- Альбатрос чорнобровий, Thalassarche melanophris
- Альбатрос сірощокий, Thalassarche cauta
- Альбатрос баунтійський, Thalassarche salvini
- Альбатрос індоокеанський, Thalassarche carteri
- Альбатрос бурий, Phoebetria fusca (A)
- Альбатрос довгохвостий, Phoebetria palpebrata (A)

Родина: Буревісникові (Procellariidae)
- Буревісник гігантський, Macronectes giganteus
- Буревісник велетенський, Macronectes halli
- Пінтадо, Daption capense
- Тайфунник довгокрилий, Pterodroma macroptera
- Тайфунник атлантичний, Pterodroma incerta (A)
- Тайфунник м'якоперий, Pterodroma mollis
- Пріон широкодзьобий, Pachyptila vittata
- Пріон антарктичний, Pachyptila desolata
- Бульверія тонкодзьоба, Bulweria bulwerii (A)[1]
- Бульверія товстодзьоба, Bulweria fallax
- Буревісник сірий, Procellaria cinerea
- Буревісник білогорлий, Procellaria aequinoctialis
- Буревісник великий, Ardenna gravis
- Буревісник клинохвостий, Ardenna pacificus
- Буревісник сивий, Ardenna griseus
- Буревісник реюньйонський, Puffinus bailloni (A)

Родина: Океанникові (Oceanitidae)
- Океанник Вільсона, Oceanites oceanicus
- Океанник білобровий, Pelagodroma marina (A)
- Фрегета білочерева, Fregetta grallaria

Родина: Качуркові (Hydrobatidae)
- Качурка морська, Hydrobates pelagicus
- Качурка північна, Hydrobates leucorhous

## Фаетоноподібні(Phaethontiformes)
Родина: Фаетонові (Phaethontidae)
- Фаетон червонохвостий, Phaethon rubricauda
- Фаетон білохвостий, Phaethon lepturus

## Сулоподібні(Suliformes)
Родина: Сулові (Sulidae)
- Сула африканська, Morus capensis
- Сула червононога, Sula sula
- Сула білочерева, Sula leucogaster

Родина: Бакланові (Phalacrocoracidae)
- Баклан великий, Phalacrocorax carbo
- Баклан капський, Phalacrocorax capensis
- Баклан африканський, Microcarbo africanus

Родина: Змієшийкові (Anhingidae)
- Змієшийка африканська, Anhinga rufa

Родина: Фрегатові (Fregatidae)
- Фрегат тихоокеанський, Fregata minor
- Фрегат-арієль, Fregata ariel (A)

## Пеліканоподібні(Pelecaniformes)
Родина: Пеліканові (Pelecanidae)
- Пелікан рожевий, Pelecanus onocrotalus
- Пелікан африканський, Pelecanus rufescens

Родина: Чаплеві (Ardeidae)
- Чапля сіра, Ardea cinerea
- Чапля чорноголова, Ardea melanocephala
- Чапля-велетень, Ardea goliath
- Чапля руда, Ardea purpurea
- Чепура велика, Ardea alba
- Чепура середня, Ardea intermedia
- Чепура ботсванійська, Egretta vinaceigula
- Чепура чорна, Egretta ardesiaca
- Чапля рифова, Egretta gularis
- Чепура мала, Egretta garzetta
- Ardeola ralloides
- Чапля синьодзьоба, Ardeola idae (A)
- Чапля рудочерева, Ardeola rufiventris
- Чапля єгипетська, Bubulcus ibis
- Чапля мангрова, Butorides striata
- Квак звичайний, Nycticorax nycticorax
- Квак білобокий, Gorsachius leuconotus
- Бугайчик звичайний, Ixobrychus minutus
- Бугайчик африканський, Ixobrychus sturmii
- Бугай водяний, Botaurus stellaris

Родина: Молотоголовові (Scopidae)
- Молотоголов, Scopus umbretta

Родина: Ібісові (Threskiornithidae)
- Ібіс священний, Threskiornis aethiopicus
- Гагедаш, Bostrychia hagedash
- Коровайка бура, Plegadis falcinellus
- Косар африканський, Platalea alba

## Лелекоподібні(Ciconiiformes)
Родина: Лелекові (Ciconiidae)
- Лелека-тантал африканський, Mycteria ibis
- Лелека-молюскоїд африканський, Anastomus lamelligerus
- Лелека чорний, Ciconia nigra
- Лелека африканський, Ciconia abdimii
- Лелека тропічний, Ciconia microscelis
- Лелека білий, Ciconia ciconia
- Ябіру сенегальський, Ephippiorhynchus senegalensis
- Марабу африканський, Leptoptilos crumenifer

## Фламінгоподібні(Phoenicopteriformes)
Родина: Фламінгові (Phoenicopteridae)
- Фламінго рожевий, Phoenicopterus roseus
- Фламінго малий, Phoeniconaias minor

## Гусеподібні(Anseriformes)
Родина: Качкові (Anatidae)
- Свистач рудий, Dendrocygna bicolor
- Свистач білоголовий, Dendrocygna viduata
- Стромярка, Thalassornis leuconotus
- Каргарка нільська, Alopochen aegyptiaca
- Шпорокрил, Plectropterus gambensis
- Качка шишкодзьоба, Sarkidiornis melanotos
- Чирянка-крихітка африканська, Nettapus auritus
- Качка чорна, Anas sparsa
- Чирянка африканська, Anas capensis
- Крижень жовтодзьобий, Anas undulata
- Шилохвіст червонодзьобий, Anas erythrorhyncha
- Чирянка жовтощока, Spatula hottentota
- Широконіска капська, Spatula smithii
- Широконіска північна, Spatula clypeata
- Чернь червоноока, Netta erythrophthalma
- Савка африканська, Oxyura maccoa

## Яструбоподібні(Accipitriformes)
Родина: Скопові (Pandionidae)
- Скопа, Pandion haliaetus

Родина: Яструбові (Accipitridae)
- Шуляк африканський, Aviceda cuculoides
- Осоїд євразійський, Pernis apivorus
- Шуліка-широкорот, Macheiramphus alcinus
- Шуліка чорноплечий, Elanus caeruleus
- Шуліка чорний, Milvus migrans
- Орлан-крикун, Haliaeetus vocifer
- Гриф пальмовий, Gypohierax angolensis
- Стерв'ятник бурий, Necrosyrtes monachus
- Ягнятник, Gypaetus barbatus (A)
- Стерв'ятник, Neophron percnopterus (A)
- Gyps africanus
- Сип плямистий, Gyps rueppelli (A)
- Gyps coprotheres
- Гриф африканський, Torgos tracheliotos
- Гриф білоголовий, Trigonoceps occipitalis
- Circaetus pectoralis
- Circaetus cinereus
- Circaetus fasciolatus
- Circaetus cinerascens
- Terathopius ecaudatus
- Лунь очеретяний, Circus aeruginosus
- Circus ranivorus
- Лунь степовий, Circus macrourus
- Лунь лучний, Circus pygargus
- Polyboroides typus
- Яструб-ящірколов, Kaupifalco monogrammicus
- Яструб-крикун темний, Melierax metabates
- Габар, Micronisus gabar
- Яструб ангольський, Accipiter tachiro
- Яструб туркестанський, Accipiter badius
- Яструб савановий, Accipiter minullus
- Яструб намібійський, Accipiter ovampensis
- Яструб кенійський, Accipiter rufiventris
- Яструб чорний, Accipiter melanoleucus
- Канюк африканський, Butastur rufipennis (A)
- Канюк звичайний, Buteo buteo
- Buteo augur
- Канюк скельний, Buteo rufofuscus
- Підорлик малий, Clanga pomarina
- Орел рудий, Aquila rapax
- Орел степовий, Aquila nipalensis
- Орел кафрський, Aquila verreauxii
- Aquila spilogaster
- Орел білоголовий, Hieraaetus wahlbergi
- Орел-карлик, Hieraaetus pennatus
- Hieraaetus ayresii
- Орел-боєць, Polemaetus bellicosus
- Орел довгочубий, Lophaetus occipitalis
- Орел вінценосний, Stephanoaetus coronatus

Родина: Секретарові (Sagittariidae)
- Птах-секретар, Sagittarius serpentarius

## Соколоподібні(Falconiformes)
Родина: Соколові (Falconidae)
- Боривітер степовий, Falco naumanni
- Боривітер савановий, Falco rupicolus
- Боривітер великий Falco rupicoloides
- Боривітер білоголовий, Falco dickinsoni
- Турумті, Falco chicquera
- Кібчик амурський, Falco amurensis
- Підсоколик Елеонори, Falco eleonorae (A)
- Підсоколик сірий, Falco concolor
- Підсоколик великий, Falco subbuteo
- Підсоколик африканський, Falco cuvierii
- Ланер, Falco biarmicus
- Сокіл-малюк, Falco fasciinucha
- Сапсан, Falco peregrinus

## Куроподібні(Galliformes)
Родина: Фазанові (Phasianidae)
- Турач вохристоголовий, Campocolinus coqui
- Турач чубатий, Ortygornis sephaena
- Турач Шелі, Scleroptila shelleyi
- Турач натальський, Pternistis natalensis
- Турач східний, Pternistis hildebrandti
- Турач рудогорлий, Pternistis afer
- Турач чорноногий, Pternistis swainsonii
- Перепілка звичайна, Coturnix coturnix
- Перепілка-арлекін, Coturnix delegorguei
- Перепілка африканська, Synoicus adansonii

Родина: Цесаркові (Numididae)
- Цесарка рогата, Numida meleagris
- Цесарка чубата, Guttera pucherani

## Журавлеподібні(Gruiformes)
Родина: Журавлеві (Gruidae)
- Журавель-вінценос південний, Balearica regulorum
- Журавель білошиїй, Bugeranus carunculatus

Родина: Sarothruridae
- Погонич жовтоплямистий, Sarothrura elegans
- Погонич рудоволий, Sarothrura rufa
- Погонич африканський, Sarothrura boehmi
- Погонич смугастий, Sarothrura affinis

Родина: Пастушкові (Rallidae)
- Пастушок африканський, Rallus caerulescens
- Деркач африканський, Crex egregia
- Деркач лучний, Crex crex
- Багновик африканський, Zapornia flavirostra
- Погонич малий, Zapornia parva
- Погонич-крихітка, Zapornia pusilla
- Погонич звичайний, Porzana porzana
- Погонич буроголовий, Aenigmatolimnas marginalis
- Султанка зеленоспинна, Porphyrio madagascariensis
- Султанка африканська, Porphyrio alleni
- Курочка водяна, Gallinula chloropus
- Курочка мала, Paragallinula angulata
- Лиска африканська, Fulica cristata

Родина: Лапчастоногові (Heliornithidae)
- Лапчастоніг африканський, Podica senegalensis

## Дрохвоподібні(Otidiformes)
Родина: Дрохвові (Otididae)
- Дрохва африканська, Ardeotis kori
- Дрохва кафрська, Neotis denhami
- Дрохва рудочуба, Lophotis ruficrista
- Дрохва чорночерева, Lissotis melanogaster

## Сивкоподібні(Charadriiformes)
Родина: Триперсткові (Turnicidae)
- Триперстка африканська, Turnix sylvaticus
- Триперстка чорногуза, Turnix nanus

Родина: Яканові (Jacanidae)
- Якана мала, Microparra capensis
- Якана африканська, Actophilornis africanus

Родина: Мальованцеві (Rostratulidae)
- Мальованець афро-азійський, Rostratula benghalensis

Родина: Крабоїдові (Dromadidae)
- Крабоїд, Dromas ardeola

Родина: Куликосорокові (Haematopodidae)
- Кулик-сорока євразійський, Haematopus ostralegus

Родина: Чоботарові (Recurvirostridae)
- Кулик-довгоніг чорнокрилий, Himantopus himantopus
- Чоботар синьоногий, Recurvirostra avosetta

Родина: Лежневі (Burhinidae)
- Лежень заїрський, Burhinus vermiculatus
- Лежень плямистий, Burhinus capensis

Родина: Дерихвостові (Glareolidae)
- Бігунець малий, Cursorius temminckii
- Бігунець плямистоволий, Rhinoptilus cinctus
- Бігунець червононогий, Rhinoptilus chalcopterus
- Дерихвіст лучний, Glareola pratincola
- Дерихвіст степовий, Glareola nordmanni
- Дерихвіст мадагаскарський, Glareola ocularis
- Дерихвіст скельний, Glareola nuchalis

Родина: Сивкові (Charadriidae)
- Чайка білоголова, Vanellus crassirostris
- Чайка строката, Vanellus armatus
- Чайка шпорова, Vanellus spinosus (A)
- Чайка вусата, Vanellus albiceps
- Чайка мала, Vanellus lugubris
- Чайка чорнолоба, Vanellus coronatus
- Чайка сенегальська, Vanellus senegallus
- Сивка морська, Pluvialis squatarola
- Пісочник великий, Charadrius hiaticula
- Пісочник-пастух, Charadrius pecuarius
- Пісочник білобровий, Charadrius tricollaris
- Пісочник білолобий, Charadrius marginatus
- Пісочник блідий, Charadrius pallidus
- Пісочник монгольський, Charadrius mongolus
- Пісочник товстодзьобий, Charadrius leschenaultii
- Пісочник каспійський, Charadrius asiaticus

Родина: Баранцеві (Scolopacidae)
- Баранець африканський, Gallinago nigripennis
- Баранець великий, Gallinago media
- Баранець звичайний, Gallinago gallinago
- Кульон середній, Numenius phaeopus
- Кульон великий, Numenius arquata
- Коловодник чорний, Tringa erythropus
- Коловодник звичайний, Tringa totanus (A)
- Коловодник ставковий, Tringa stagnatilis
- Коловодник великий, Tringa nebularia
- Коловодник лісовий, Tringa ochropus
- Коловодник болотяний, Tringa glareola
- Мородунка, Xenus cinereus
- Набережник палеарктичний, Actitis hypoleucos
- Крем'яшник звичайний, Arenaria interpres
- Побережник ісландський, Calidris canutus
- Побережник білий, Calidris alba
- Побережник рудоголовий, Calidris ruficollis (A)[2]
- Побережник малий, Calidris minuta
- Побережник арктичний, Calidris melanotos (A)[3]
- Побережник гострохвостий, Calidris acuminata[4]
- Побережник довгопалий, Calidris subminuta (A)
- Побережник червоногрудий, Calidris ferruginea
- Побережник чорногрудий, Calidris alpina
- Побережник болотяний, Calidris falcinellus
- Брижач, Calidris pugnax
- Плавунець плоскодзьобий, Phalaropus fulicarius

Родина: Поморникові (Stercorariidae)
- Поморник антарктичний, Stercorarius maccormicki
- Поморник фолклендський, Stercorarius antarcticus
- Поморник середній, Stercorarius pomarinus
- Поморник короткохвостий, Stercorarius parasiticus

Родина: Мартинові (Laridae)
- Мартин аденський, Ichthyaetus hemprichii
- Мартин домініканський, Larus dominicanus
- Мартин чорнокрилий, Larus fuscus
- Мартин сіроголовий, Chroicocephalus cirrocephalus
- Мартин звичайний, Chroicocephalus ridibundus
- Мартин ставковий, Leucophaeus pipixcan (A)
- Мартин вилохвостий, Xema sabini
- Крячок чорнодзьобий, Gelochelidon nilotica
- Крячок каспійський, Hydroprogne caspia
- Крячок бенгальський, Thalasseus bengalensis
- Крячок африканський, Thalasseus albididorsalis
- Крячок рябодзьобий, Thalasseus sandvicensis
- Крячок королівський, Thalasseus maximus
- Крячок жовтодзьобий, Thalasseus bergii
- Крячок рожевий, Sterna dougallii
- Крячок індонезійський, Sterna sumatrana
- Крячок річковий, Sterna hirundo
- Крячок полярний, Sterna paradisaea
- Крячок антарктичний, Sterna vittata
- Крячок малий, Sternula albifrons
- Крячок бурокрилий, Onychoprion anaethetus (A)
- Крячок строкатий, Onychoprion fuscatus
- Крячок чорний, Chlidonias niger (A)[5]
- Крячок білощокий, Chlidonias hybrida
- Крячок білокрилий, Chlidonias leucopterus
- Крячок тонкодзьобий, Anous tenuirostris
- Крячок бурий, Anous stolidus (A)
- Водоріз африканський, Rynchops flavirostris

## Рябкоподібні(Pterocliformes)
Родина: Рябкові (Pteroclidae)
- Рябок ботсванський, Pterocles bicinctus

## Голубоподібні(Columbiformes)
Родина: Голубові (Columbidae)
- Голуб сизий, Columba livia
- Голуб цяткований, Columba guinea
- Columba arquatrix
- Columba delegorguei
- Голуб білощокий, Columba larvata
- Streptopelia lugens
- Streptopelia decipiens
- Streptopelia semitorquata
- Streptopelia capicola
- Горлиця мала, Streptopelia senegalensis
- Горлиця сомалійська, Turtur chalcospilos
- Горлиця рожевочерева, Turtur afer
- Горлиця білолоба, Turtur tympanistria
- Горлиця капська, Oena capensis
- Вінаго африканський, Treron calvus

## Папугоподібні(Psittaciformes)
Родина: Psittaculidae
- Нерозлучник червоноголовий, Agapornis lilianae

Родина: Папугові (Psittacidae)
- Poicephalus fuscicollis
- Папуга-довгокрил жовтоплечий, Poicephalus meyeri
- Папуга-довгокрил буроголовий, Poicephalus cryptoxanthus

## Туракоподібні(Musophagiformes)
Родина: Туракові (Musophagidae)
- Турако мозамбіцький, Tauraco livingstonii
- Турако-книсна, Tauraco corythaix
- Турако фіолетовочубий, Tauraco porphyreolophus
- Галасник сірий, Corythaixoides concolor

## Зозулеподібні(Cuculiformes)
Родина: Зозулеві (Cuculidae)
- Зозуля строката, Clamator jacobinus
- Зозуля африканська, Clamator levaillantii
- Зозуля чубата, Clamator glandarius
- Зозуля товстодзьоба, Pachycoccyx audeberti
- Зозуля червоновола, Cuculus solitarius
- Зозуля чорна, Cuculus clamosus
- Зозуля звичайна, Cuculus canorus
- Зозуля саванова, Cuculus gularis
- Зозуля мала, Cuculus poliocephalus
- Зозуля мадагаскарська, Cuculus rochii
- Зозуля-довгохвіст гірська, Cercococcyx montanus
- Дідрик білочеревий, Chrysococcyx klaas
- Дідрик жовтогрудий, Chrysococcyx cupreus
- Дідрик білощокий, Chrysococcyx caprius
- Малкога зелена, Ceuthmochares australis
- Коукал африканський, Centropus grillii
- Коукал південно-східний, Centropus burchellii
- Коукал сенегальський, Centropus senegalensis

## Совоподібні(Strigiformes)
Родина: Сипухові (Tytonidae)
- Сипуха африканська, Tyto capensis
- Сипуха крапчаста, Tyto alba

Родина: Совові (Strigidae)
- Сплюшка африканська, Otus senegalensis
- Сплюшка південна, Ptilopsis granti
- Пугач капський, Bubo capensis
- Пугач африканський, Bubo africanus
- Пугач блідий, Bubo lacteus
- Сова-рибоїд смугаста, Scotopelia peli
- Сова-лісовик африканська, Strix woodfordii
- Сичик-горобець савановий, Glaucidium perlatum
- Сичик-горобець мозамбіцький, Glaucidium capense
- Сова африканська, Asio capensis

## Дрімлюгоподібні(Caprimulgiformes)
Родина: Дрімлюгові (Caprimulgidae)
- Дрімлюга звичайний, Caprimulgus europaeus
- Дрімлюга акацієвий, Caprimulgus rufigena
- Дрімлюга міомбовий, Caprimulgus pectoralis
- Дрімлюга болотяний, Caprimulgus natalensis
- Дрімлюга плямистий, Caprimulgus tristigma
- Дрімлюга габонський, Caprimulgus fossii
- Дрімлюга-прапорокрил ангольський, Caprimulgus vexillarius

## Серпокрильцеподібні(Apodiformes)
Родина: Серпокрильцеві (Apodidae)
- Серпокрилець зімбабвійський, Schoutedenapus myoptilus
- Голкохвіст плямистоволий, Telacanthura ussheri
- Голкохвіст ангольський, Neafrapus boehmi
- Серпокрилець пальмовий, Cypsiurus parvus
- Серпокрилець еритрейський, Apus aequatorialis
- Серпокрилець чорний, Apus apus
- Серпокрилець капський, Apus barbatus
- Серпокрилець сокотрійський, Apus berliozi
- Серпокрилець малий, Apus affinis
- Серпокрилець ефіопський, Apus horus
- Серпокрилець білогузий, Apus caffer

## Чепігоподібні(Coliiformes)
Родина: Чепігові (Coliidae)
- Чепіга бурокрила, Colius striatus
- Паяро вохристоволий, Urocolius indicus

## Трогоноподібні(Trogoniformes)
Родина: Трогонові (Trogonidae)
- Трогон зелений, Apaloderma narina
- Трогон смугастохвостий, Apaloderma vittatum

## Сиворакшоподібні(Coraciiformes)
Родина: Рибалочкові (Alcedinidae)
- Рибалочка кобальтовий, Alcedo semitorquata
- Рибалочка діадемовий, Corythornis cristatus
- Рибалочка-крихітка синьоголовий, Ispidina picta
- Альціон сіроголовий, Halcyon leucocephala
- Альціон сенегальський, Halcyon senegalensis
- Альціон мангровий, Halcyon senegaloides
- Альціон буроголовий, Halcyon albiventris
- Альціон малий, Halcyon chelicuti
- Рибалочка-чубань африканський, Megaceryle maximus
- Рибалочка строкатий, Ceryle rudis

Родина: Бджолоїдкові (Meropidae)
- Бджолоїдка білолоба, Merops bullockoides
- Бджолоїдка карликова, Merops pusillus
- Бджолоїдка вилохвоста, Merops hirundineus
- Бджолоїдка рудоголова, Merops boehmi
- Бджолоїдка зелена, Merops persicus
- Бджолоїдка оливкова, Merops superciliosus
- Бджолоїдка звичайна, Merops apiaster
- Merops nubicoides

Родина: Сиворакшові (Coraciidae)
- Сиворакша євразійська, Coracias garrulus
- Сиворакша рожевовола, Coracias caudatus
- Сиворакша мозамбіцька, Coracias spatulatus
- Сиворакша білоброва, Coracias naevius
- Широкорот африканський, Eurystomus glaucurus

## Bucerotiformes
Родина: Одудові (Upupidae)
- Одуд, Upupa epops

Родина: Слотнякові (Phoeniculidae)
- Слотняк пурпуровий, Phoeniculus purpureus
- Ірисор великий, Rhinopomastus cyanomelas

Родина: Птахи-носороги (Bucerotidae)
- Токо південний, Tockus rufirostris
- Токо намібійський, Tockus leucomelas
- Токо бурий, Lophoceros alboterminatus
- Токо плямистодзьобий, Lophoceros nasutus
- Токо світлодзьобий, Lophoceros pallidirostris
- Калао-трубач, Bycanistes bucinator
- Калао сріблястощокий, Bycanistes brevis

Родина: Кромкачні (Bucorvidae)
- Кромкач кафрський, Bucorvus leadbeateri

## Дятлоподібні(Piciformes)
Родина: Лібійні (Lybiidae)
- Барбікан білогузий, Stactolaema leucotis
- Барбікан білокрилий, Stactolaema whytii
- Барбікан оливковий, Stactolaema olivacea
- Барбіон оливковий, Pogoniulus simplex (A)
- Барбіон золотогузий, Pogoniulus bilineatus
- Барбіон жовтолобий, Pogoniulus chrysoconus
- Барбіон червонолобий, Pogoniulus pusillus
- Лібія-зубодзьоб акацієва, Tricholaema leucomelas
- Лібія чорношия, Lybius torquatus
- Лібія чорнокрила, Lybius melanopterus
- Барбудо чубатий, Trachyphonus vaillantii

Родина: Воскоїдові (Indicatoridae)
- Воскоїд строкатий, Indicator variegatus
- Воскоїд великий, Indicator indicator
- Воскоїд малий, Indicator minor
- Воскоїд блідий, Indicator meliphilus
- Ковтач сіроголовий, Prodotiscus zambesiae
- Ковтач світлочеревий, Prodotiscus regulus

Родина: Дятлові (Picidae)
- Крутиголовка африканська, Jynx ruficollis
- Дятлик акацієвий, Campethera bennettii
- Дятлик плямистий, Campethera scriptoricauda
- Дятлик золотохвостий, Campethera abingoni
- Дятлик зеленокрилий, Campethera cailliautii
- Дятел сірощокий, Dendropicos fuscescens
- Дятел танзанійський, Dendropicos stierlingi
- Дятел оливковий, Dendropicos griseocephalus
- Дятел бородатий, Chloropicus namaquus

## Горобцеподібні(Passeriformes)
Родина: Смарагдорогодзьобові (Calyptomenidae)
- Широкодзьоб чорноголовий, Smithornis capensis

Родина: Пітові (Pittidae)
- Піта ангольська, Pitta angolensis

Родина: Жайворонкові (Alaudidae)
- Фірлюк африканський, Mirafra africana
- Фірлюк коричневий, Mirafra rufocinnamomea
- Алондра смугастовола, Calendulauda sabota
- Алондра білочерева, Calendulauda africanoides
- Фірлюк дроздовий, Pinarocorys nigricans
- Жервінчик білощокий, Eremopterix leucotis
- Calandrella cinerea

Родина: Ластівкові (Hirundinidae)
- Ластівка берегова, Riparia riparia
- Ластівка мала, Riparia paludicola
- Ластівка білоброва, Neophedina cincta
- Мурівка світла, Phedina borbonica
- Ластівка сірогуза, Pseudhirundo griseopyga
- Ластівка афро-азійська, Ptyonoprogne fuligula
- Ластівка сільська, Hirundo rustica
- Ластівка білогорла, Hirundo albigularis
- Ластівка ниткохвоста, Hirundo smithii
- Ластівка довгохвоста, Hirundo atrocaerulea
- Ластівка перлистовола, Hirundo dimidiata
- Ластівка капська, Cecropis cucullata (A)
- Ластівка абісинська, Cecropis abyssinica
- Ластівка рудочерева, Cecropis semirufa
- Ластівка сенегальська, Cecropis senegalensis
- Ластівка міська, Delichon urbicum
- Жалібничка білоплеча, Psalidoprocne pristoptera

Родина: Плискові (Motacillidae)
- Плиска строката, Motacilla aguimp
- Плиска капська, Motacilla capensis
- Плиска жовта, Motacilla flava
- Плиска ефіопська, Motacilla clara
- Пікулик жовтогорлий, Macronyx croceus
- Пікулик рудогорлий, Macronyx capensis
- Пікулик червоногорлий, Macronyx ameliae
- Щеврик смугастий, Anthus lineiventris
- Щеврик ангольський, Anthus nyassae
- Щеврик-велет, Anthus leucophrys
- Щеврик блідий, Anthus vaalensis
- Щеврик рудий, Anthus cinnamomeus
- Щеврик довгодзьобий, Anthus similis
- Щеврик короткохвостий, Anthus brachyurus
- Щеврик чагарниковий, Anthus caffer
- Щеврик лісовий, Anthus trivialis

Родина: Личинкоїдові (Campephagidae)
- Шикачик білочеревий, Ceblepyris pectoralis
- Шикачик сірий, Ceblepyris caesius
- Личинкоїд південний, Campephaga flava

Родина: Nicatoridae
- Нікатор східний, Nicator gularis

Родина: Бюльбюлеві (Pycnonotidae)
- Бюльбюль темноголовий, Pycnonotus barbatus
- Бюльбюль малий, Eurillas virens
- Бюльбюль білоокий, Andropadus importunus
- Бюльбюль малавійський, Arizelocichla olivaceiceps
- Бюльбюль чорнобровий, Arizelocichla fusciceps
- Бюльбюль смугастощокий, Arizelocichla milanjensis
- Жовточеревець натальський, Chlorocichla flaviventris
- Торо вохристий, Phyllastrephus cabanisi
- Торо рудохвостий, Phyllastrephus fischeri
- Торо південний, Phyllastrephus terrestris
- Торо суданський, Phyllastrephus strepitans
- Торо світлочеревий, Phyllastrephus cerviniventris
- Торо східний, Phyllastrephus flavostriatus
- Торо-крихітка, Phyllastrephus debilis

Родина: Дроздові (Turdidae)
- Квічаль помаранчевий, Geokichla gurneyi
- Квічаль плямистий, Geokichla guttata
- Дрізд-землекоп, Turdus litsitsirupa
- Дрізд сіроволий, Turdus olivaceus
- Дрізд абісинський, Turdus abyssinicus
- Дрізд червонодзьобий, Turdus libonyana
- Гранітник, Pinarornis plumosus

Родина: Тамікові (Cisticolidae)
- Таміка рудощока, Cisticola erythrops
- Таміка співоча, Cisticola cantans
- Таміка бура, Cisticola aberrans
- Таміка іржастоголова, Cisticola chiniana
- Таміка строкатоголова, Cisticola lais
- Таміка замбійська, Cisticola luapula
- Таміка рудокрила, Cisticola galactotes
- Таміка лучна, Cisticola tinniens
- Таміка строката, Cisticola natalensis
- Таміка писклива, Cisticola fulvicapilla
- Таміка саванова, Cisticola brachypterus
- Таміка віялохвоста, Cisticola juncidis
- Таміка пустельна, Cisticola aridulus
- Таміка куцохвоста, Cisticola textrix
- Таміка болотяна, Cisticola cinnamomeus
- Таміка карликова, Cisticola ayresii
- Принія африканська, Prinia subflava
- Принія рудокрила, Prinia erythroptera
- Принія замбійська, Oreophilais robertsi
- Нікорник смуговолий, Apalis thoracica
- Нікорник нумалійський, Apalis lynesi
- Нікорник білокрилий, Apalis chariessa
- Нікорник жовтоволий, Apalis flavida
- Нікорник білобровий, Apalis ruddi
- Нікорник чорноголовий, Apalis melanocephala
- Нікорник попелястий, Apalis chirindensis
- Цвіркач сіробокий, Camaroptera brevicaudata
- Цвіркач зелений, Camaroptera brachyura
- Зебринка акацієва, Calamonastes stierlingi
- Кравчик африканський, Artisornis metopias
- Кравчик довгодзьобий, Artisornis moreaui
- Жовтобрюшка світлоброва, Eremomela icteropygialis
- Жовтобрюшка південна, Eremomela scotops
- Жовтобрюшка акацієва, Eremomela usticollis

Родина: Macrosphenidae
- Очеретянка вусата, Melocichla mentalis
- Очеретянка капська, Sphenoeacus afer
- Кромбек рудоголовий, Sylvietta ruficapilla
- Кромбек рудий, Sylvietta whytii
- Кромбек довгодзьобий, Sylvietta rufescens
- Куцохвостик танзанійський, Macrosphenus kretschmeri

Родина: Кобилочкові (Locustellidae)
- Куцокрил болотяний, Bradypterus baboecala
- Куцокрил східний, Bradypterus lopezi
- Куцокрил чагарниковий, Bradypterus barratti
- Куцокрил брунатний, Bradypterus cinnamomeus
- Кобилочка річкова, Locustella fluviatilis
- Широкохвіст африканський, Catriscus brevirostris

Родина: Очеретянкові (Acrocephalidae)
- Очеретянка лучна, Acrocephalus schoenobaenus
- Очеретянка ставкова, Acrocephalus scirpaceus
- Очеретянка африканська, Acrocephalus baeticatus
- Очеретянка чагарникова, Acrocephalus palustris
- Очеретянка велика, Acrocephalus arundinaceus
- Очеретянка ірацька, Acrocephalus griseldis
- Очеретянка світлоброва, Acrocephalus gracilirostris
- Берестянка оливкова, Hippolais olivetorum
- Берестянка звичайна, Hippolais icterina
- Жовтовик темноголовий, Iduna natalensis

Родина: Вівчарикові (Phylloscopidae)
- Вівчарик жовтогорлий, Phylloscopus ruficapilla
- Вівчарик весняний, Phylloscopus trochilus

Родина: Hyliotidae
- Оксамитник жовточеревий, Hyliota flavigaster
- Оксамитник південний, Hyliota australis

Родина: Кропив'янкові (Sylviidae)
- Кропив'янка садова, Sylvia borin
- Тимелія абісинська, Sylvia abyssinica
- Кропив'янка рудогуза, Curruca subcoerulea

Родина: Мухоловкові (Muscicapidae)
- Скеляр синьошиїй, Monticola explorator
- Скеляр ангольський, Monticola angolensis
- Мухарка бліда, Melaenornis pallidus
- Мухарка південна, Melaenornis pammelaina
- Мухарка строката, Melaenornis silens
- Мухоловка краплистовола, Muscicapa boehmi
- Мухоловка сіра, Muscicapa striata
- Мухоловка темна, Muscicapa adusta
- Мухоловка попеляста, Muscicapa caerulescens
- Мухоловка білошия, Ficedula albicollis
- Мухоловка сива, Myioparus plumbeus
- Колоратка чорногорла, Pogonocichla stellata
- Колоратка родезійська, Swynnertonia swynnertoni
- Акалат сіробровий, Sheppardia gunningi
- Соловейко східний, Luscinia luscinia
- Золотокіс буробокий, Cossypha anomala
- Золотокіс садовий, Cossypha caffra
- Золотокіс білогорлий, Cossypha humeralis
- Золотокіс білобровий, Cossypha heuglini
- Золотокіс рудоголовий, Cossypha natalensis
- Тирч вохристоволий, Cichladusa arquata
- Альзакола білогорла, Cercotrichas quadrivirgata
- Альзакола міомбова, Cercotrichas barbata
- Альзакола натальська, Cercotrichas signata
- Альзакола білоброва, Cercotrichas leucophrys
- Трав'янка лучна, Saxicola rubetra
- Saxicola torquatus
- Кам'янка звичайна, Oenanthe oenanthe
- Кам'янка чорнолоба, Oenanthe pileata
- Oenanthe familiaris
- Смолярик білоголовий, Myrmecocichla arnotti
- Камінчак рудочеревий, Thamnolaea cinnamomeiventris
- Червеняк білогорлий, Chamaetylas choloensis
- Червеняк білогрудий, Chamaetylas fuelleborni

Родина: Прирітникові (Platysteiridae)
- Прирітник чорногорлий, Platysteira peltata
- Приріт короткохвостий, Batis mixta
- Приріт рудокрилий, Batis capensis
- Приріт зулуйський, Batis fratrum
- Приріт білобокий, Batis molitor
- Приріт кенійський, Batis soror

Родина: Erythrocercidae
- Монарх сивоголовий, Erythrocercus livingstonei

Родина: Stenostiridae
- Чорноніжка, Stenostira scita
- Ельмінія сиза, Elminia albicauda
- Ельмінія гірська, Elminia albonotata

Родина: Монархові (Monarchidae)
- Монарх східний, Trochocercus cyanomelas
- Монарх-довгохвіст африканський, Terpsiphone viridis

Родина: Modulatricidae
- Тимелія бура, Arcanator orostruthus

Родина: Leiothrichidae
- Turdoides bicolor
- Кратеропа бура, Turdoides jardineii

Родина: Синицеві (Paridae)
- Синиця південна, Melaniparus niger
- Синиця рудочерева, Melaniparus rufiventris
- Синиця замбійська, Melaniparus griseiventris

Родина: Підкоришникові (Certhiidae)
- Гримперія африканська, Salpornis salvadori

Родина: Ремезові (Remizidae)
- Ремез сірий, Anthoscopus caroli

Родина: Нектаркові (Nectariniidae)
- Саїманга синьогорла, Anthreptes reichenowi
- Саїманга червоногруда, Anthreptes anchietae
- Саїманга фіолетова, Anthreptes longuemarei
- Саїманга улугуруйська, Anthreptes neglectus
- Саїманга зеленовола, Hedydipna collaris
- Нектарик оливковий, Cyanomitra olivacea
- Нектарик оливковий, Cyanomitra obscura
- Нектарик сірий, Cyanomitra veroxii
- Нектарець аметистовий, Chalcomitra amethystina
- Нектарець червоноволий, Chalcomitra senegalensis
- Нектарка бронзова, Nectarinia kilimensis
- Нектарка малахітова, Nectarinia famosa
- Маріка міомбова, Cinnyris manoensis
- Маріка мозамбіцька, Cinnyris neergaardi
- Маріка східна, Cinnyris fuelleborni
- Маріка чорнокрила, Cinnyris mariquensis
- Маріка танзанійська, Cinnyris shelleyi
- Маріка пурпуровосмуга, Cinnyris bifasciatus
- Маріка білочерева, Cinnyris talatala
- Маріка різнобарвна, Cinnyris venustus
- Маріка міднобарвна, Cinnyris cupreus

Родина: Окулярникові (Zosteropidae)
- Окулярник блідий, Zosterops pallidus
- Окулярник капський, Zosterops virens
- Окулярник лимонний, Zosterops anderssoni

Родина: Цукролюбові (Promeropidae)
- Цукролюб рудоволий, Promerops gurneyi

Родина: Вивільгові (Oriolidae)
- Вивільга звичайна, Oriolus oriolus
- Вивільга золота, Oriolus auratus
- Вивільга зеленоголова, Oriolus chlorocephalus
- Вивільга південна, Oriolus larvatus

Родина: Сорокопудові (Laniidae)
- Сорокопуд терновий, Lanius collurio
- Сорокопуд міомбовий, Lanius souzae
- Сорокопуд чорнолобий, Lanius minor
- Сорокопуд чорноголовий, Lanius collaris
- Lanius humeralis
- Сорокопуд строкатий, Lanius melanoleucus
- Сорокопуд-білоголов західний, Eurocephalus anguitimens

Родина: Гладіаторові (Malaconotidae)
- Брубру, Nilaus afer
- Кубла строката, Dryoscopus cubla
- Чагра чорноголова, Bocagia minuta
- Чагра велика, Tchagra senegalus
- Чагра буроголова, Tchagra australis
- Чагра капська, Tchagra tchagra
- Гонолек тропічний, Laniarius major
- Гонолек південний, Laniarius ferrugineus
- Бокмакірі, Telophorus zeylonus
- Вюргер золотистий, Chlorophoneus sulfureopectus
- Вюргер оливковий, Chlorophoneus olivaceus
- Вюргер чорнолобий, Chlorophoneus nigrifrons
- Вюргер зелений, Telophorus viridis
- Гладіатор сіроголовий, Malaconotus blanchoti

Родина: Вангові (Vangidae)
- Багадаїс білочубий, Prionops plumatus
- Багадаїс червоновійчастий, Prionops retzii
- Багадаїс рудолобий, Prionops scopifrons
- Приріт чубатий, Bias musicus

Родина: Дронгові (Dicruridae)
- Дронго прямохвостий, Dicrurus ludwigii
- Дронго вилохвостий, Dicrurus adsimilis

Родина: Воронові (Corvidae)
- Ворона індійська, Corvus splendens (I)
- Ворона капська, Corvus capensis
- Крук строкатий, Corvus albus
- Крук великодзьобий, Corvus albicollis

Родина: Ґедзеїдові (Buphagidae)
- Ґедзеїд червонодзьобий, Buphagus erythrorynchus
- Ґедзеїд жовтодзьобий, Buphagus africanus

Родина: Шпакові (Sturnidae)
- Шпак жовтоголовий, Creatophora cinerea
- Мерл капський, Lamprotornis nitens
- Мерл зелений, Lamprotornis chalybaeus
- Мерл міомбовий, Lamprotornis elisabeth
- Мерл темний, Lamprotornis mevesii
- Мерл великий, Lamprotornis australis
- Мерл чорночеревий, Notopholia corrusca
- Шпак-куцохвіст аметистовий, Cinnyricinclus leucogaster
- Моріо рудокрилий, Onychognathus morio

Родина: Ткачикові (Ploceidae)
- Алекто червонодзьобий, Bubalornis niger
- Магалі білобровий, Plocepasser mahali
- Ткачик мозамбіцький, Ploceus bertrandi
- Ткачик савановий, Ploceus intermedius
- Ткачик чорногорлий, Ploceus ocularis
- Ткачик золотий, Ploceus subaureus
- Ткачик шафрановий, Ploceus xanthops
- Ткачик бурогорлий, Ploceus xanthopterus
- Ткачик чорнолобий, Ploceus velatus
- Ткачик великий, Ploceus cucullatus
- Ткачик лісовий, Ploceus bicolor
- Ткачик малавійський, Ploceus olivaceiceps
- Малімб червоноголовий, Anaplectes rubriceps
- Квелія кардиналова, Quelea cardinalis
- Квелія червоноголова, Quelea erythrops
- Квелія червонодзьоба, Quelea quelea
- Вайдаг золотистий, Euplectes afer
- Вайдаг чорнокрилий, Euplectes hordeaceus
- Вайдаг вогнистий, Euplectes orix
- Вайдаг занзібарський, Euplectes nigroventris
- Вайдаг товстодзьобий, Euplectes capensis
- Вайдаг червоноплечий, Euplectes axillaris
- Вайдаг жовтоплечий, Euplectes macroura
- Вайдаг білокрилий, Euplectes albonotatus
- Вайдаг великий, Euplectes ardens
- Ткачик білолобий, Amblyospiza albifrons
- Anomalospiza imberbis

Родина: Астрильдові (Estrildidae)
- Мельба золотокрила, Pytilia afra
- Мельба строката, Pytilia melba
- Астрильд зелений, Mandingoa nitidula
- Червоногуз зеленоголовий, Cryptospiza reichenovii
- Червонощок малий, Pyrenestes minor
- Перлистик червоноволий, Hypargos niveoguttatus
- Перлистик рожевоволий, Hypargos margaritatus
- Амарант червонодзьобий, Lagonosticta senegala
- Амарант червоний, Lagonosticta rubricata
- Амарант рожевий, Lagonosticta rhodopareia
- Астрильд-метелик савановий, Uraeginthus angolensis
- Астрильд-метелик червонощокий, Uraeginthus bengalus
- Астрильд гранатовий, Granatina granatina
- Астрильд ефіопський, Coccopygia quartinia
- Астрильд жовточеревий, Coccopygia melanotis
- Астрильд темнодзьобий, Glaucestrilda perreini
- Астрильд смугастий, Estrilda astrild
- Бенгалик золотогрудий, Amandava subflava
- Луговик чорнощокий, Ortygospiza atricollis
- Луговик червонощокий, Paludipasser locustella
- Сріблодзьоб чорноволий, Spermestes cucullata
- Сріблодзьоб східний, Spermestes nigriceps
- Сріблодзьоб великий, Spermestes fringilloides
- Амадина червоногорла, Amadina fasciata

Родина: Вдовичкові (Viduidae)
- Вдовичка червононога, Vidua chalybeata
- Вдовичка фіолетова, Vidua funerea
- Вдовичка пурпурова, Vidua purpurascens
- Вдовичка королівська, Vidua regia
- Вдовичка білочерева, Vidua macroura
- Вдовичка райська, Vidua paradisaea
- Вдовичка широкохвоста, Vidua obtusa

Родина: Вівсянкові (Emberizidae)
- Вівсянка каштанова, Emberiza tahapisi
- Вівсянка капська, Emberiza capensis
- Вівсянка малавійська, Emberiza vincenti
- Вівсянка жовточерева, Emberiza flaviventris
- Вівсянка білоброва, Emberiza cabanisi

Родина: В'юркові (Fringillidae)
- Serinus canicollis
- Щедрик східний, Crithagra hyposticta
- Щедрик жовтоволий, Crithagra citrinipectus
- Щедрик жовтолобий, Crithagra mozambica
- Щедрик акацієвий, Crithagra sulphurata
- Щедрик білобровий, Crithagra reichardi
- Щедрик строкатоголовий, Crithagra gularis
- Щедрик чорнощокий, Crithagra mennelli

Родина: Горобцеві (Passeridae)
- Горобець хатній, Passer domesticus (I)
- Горобець чорногрудий, Passer hispaniolensis
- Горобець суахільський, Passer suahelicus
- Горобець блідий, Passer diffusus
- Горобець білобровий, Gymnoris superciliaris